# Afghaanse vos
De Afghaanse vos (Vulpes cana, letterlijk grijze vos) is een vos uit de hondenfamilie.

## Beschrijving
De Afghaanse vos is een kleine vos met grote oren en een lange, volle staart. Hij heeft een nogal katachtig voorkomen, zowel wat uiterlijk als gedrag betreft. Het dier wordt tot 90 cm lang, een staart van ongeveer 30–40 cm inbegrepen. Zijn schofthoogte is 26–30 cm en hij weegt 1 tot 3 kg.
De vachtkleur is vrij gevarieerd: zwart, bruin of grijs en soms gevlekt. De flanken zijn lichter van kleur en de onderzijde is geelachtig. Het puntje van zijn staart is meestal donker, maar kan ook wit zijn.
Deze vos wordt maximaal 10 jaar oud in het wild, maar de gemiddelde levensverwachting is 4 tot 5 jaar.
De fennek (V. zerda) is zijn nauwste verwant. Beide soorten scheidden zich hoogstwaarschijnlijk zo'n 4 - 4,5 miljoen jaar geleden van elkaar af.

## Voeding en leefwijze
Afghaanse vossen zijn omnivoren. Ze foerageren vooral 's nachts en eten dan insecten (vooral kevers, sprinkhanen, mieren, wespen en termieten), knaagdieren en vruchten, deze laatste vooral van de jujubeboom (Ziziphus spina-christi ). Ze zijn monogaam maar jagen solitair. Het zijn goede klimmers die met grote sprongen steile kliffen kunnen overwinnen.
Deze vossensoort heeft een draagtijd van 51 tot 53 dagen, waarna er 3 tot 6 jongen worden geworpen die elk tussen 50 en 100 gram wegen.
Studies met radiozenders in Palestina schatten de gemiddelde grootte van het leefgebied op ongeveer 1,6 km² voor een volwassen koppel.

## Woongebied en verspreiding
V. cana komt voor in droge rotsachtige bergstreken van het Midden-Oosten (Afghanistan, Egypte (Sinaï), Iran, Israël, Jordanië, Oman, Pakistan, Palestina, Saoedi-Arabië, Turkmenistan, de Verenigde Arabische Emiraten en Yemen). Alhoewel hij vrij algemeen is in zuidoost Israël, schat men het totaal aantal volwassen dieren slechts op een duizendtal.

## Bedreiging
De lokale bevolking maakt geen onderscheid tussen de verschillende soorten vossen (waaronder de gewone vos - V. vulpes) die in het verspreidingsgebied van V. cana voorkomen. Ze worden algemeen als een plaag aanzien en met vallen gevangen of vergiftigd. Bovendien worden ze ook bejaagd om hun waardevolle pels. Daarbovenop komt nog het verlies van habitat door nieuwe infrastructuurwerken, uitbreiding van de landbouw en expansie van steengroeven.

## Status
CITES – Appendix II (2000)